# بیرئد
شهر بیرئد (به سوئدی: Bjärred) در ناحیه شهری لوما در کشور سوئد واقع شده‌است. جمعیت این شهر ۱۹۷۱٫۴۶  نفر است.